# 久世長宣
久世 長宣（くぜ ながのぶ、天文9年（1540年） - 永禄6年11月21日（1563年12月6日））は、戦国時代の武将。通称平四郎。久世広宣の父。

## 略歴
久世広長の次男。永禄6年三河一向一揆で松平家康に背き、11月21日に三河国針崎の戦いにおいて討死した。享年24。
法名浄泉。妻は小笠原長隆の娘で後妻は内藤正広の娘。